# Singla
Singla ist ein Ort in der autonomen Gemeinschaft Murcia in Spanien. Er gehört der Provinz Murcia und dem Municipio Caravaca de la Cruz an. Im Jahr 2015 lebten 350 Menschen in Singla, von denen 166 männlich und 184 weiblich waren.

## Lage
Singla liegt etwa 13 Kilometer südwestlich von Caravaca de la Cruz und etwa 85 Kilometer westlich von Murcia.